# 技术垄断
《技术垄断：文化向技术投降》（英語：Technopoly: The Surrender of Culture to Technology）是尼尔·波兹曼创作的一本书，1992年出版，书中描述了“技术垄断”的发展和特征。